# Сапир—Ворфова хипотеза
У лингвистици, Сапир—Ворфова хипотеза / СВХ (енгл. Sapir–Whorf hypothesis / SWH) претпоставка је да конкретне мисли изражене у једном језику не могу бити коректно схваћене од стране људи који говоре друге језике. По Сапир—Ворфовој хипотези, људи су под снажним утицајем матерњег језика. Хипотеза је тестирање теорије познатог америчког лингвисте Едварда Сапира и његовог ученика Бенџамина Ворфа.
Ворф је ову хипотезу изнео ослањајући се на своје проучавање језика индијанског племена Хопи. Претпоставио је да због специфичне структуре (глаголских) времена тог језика, његови говорници имају другачију перцепцију времена од говорника индоевропских језика.
У последње време, неки од лингвиста сматрају да је језик мурапираха (pirahã) потврда ове хипотезе. У том језику недостају речи за бројеве и за рачунање, а нека истраживања показују да његови говорници нису у стању да изводе рачунске операције. Ипак, лингвиста Данијел Еверет, који је дуго живео са говорницима тог језика, супротставља се хипотези тврдњом да је реч о утицају културе тог народа на језик, а не обрнуто.
Бројни вештачки језици створени су понајпре да би доказивали Сапир—Ворфову хипотезу; међу њима су најпознатији логлан и ложбан. Клингонски језик није створен у циљу доказивања ове хипотезе, али се ипак наводи као један од језика за њено доказивање.
Ова хипотеза је чест мотив у СФ литератури, када је реч о језичким експериментима, између осталог и у романима The Embedding Ијана Вотсона, Babel-17 Самјуела Р. Делејнија и Native Tongue Сузет Хејден Елџин.